# Moša Pijade
Moša Pijade, med smeknamnet čiča Janko (farbror Janko), född 4 januari 1890 i Belgrad i Serbien, död 15 mars 1957 i Paris i Frankrike, var en serbisk och jugoslavisk politiker med judisk bakgrund.

## Biografi
Pijade var av sefardisk judisk härkomst. I sin ungdom var han målare, konstkritiker och publicist. Han var också känd för att ha översatt Das Kapital av Karl Marx till serbokroatiska. Han tros ha haft ett stort inflytande på den marxistiska ideologin som exponerades under gamla regimen i kungariket Jugoslavien. År 1925 dömdes han till 20 års fängelse på grund av sina "revolutionära aktiviteter" efter första världskriget. Han blev utskriven efter 14 år 1939 men fängslades igen 1941 i lägret Bileća.
Pijade var en av ledarna för upproret i Montenegro. Hans hänsynslösa grymhet mot människor som vägrade att ansluta sig till hans enheter blev uppmärksammade. Han blev senare återkallad till det kommunistiska högkvarteret på grund av frågor som kopplades till upproret. Under påverkan av Pijade och Milovan Djilas drevs extrema processer mot "felande vänsterelement" av partisanerna i Montenegro.
Pijade var känd som skaparen av de så kallade Foča-förordningarna (1942), som föreskrev grunden för och aktiviteterna av Folkets befrielsekommittéer i de befriade områdena under kriget mot nazisterna. I november 1943 innan det andra AVNOJ-mötet i Jajce grundade han Tanjug som senare blev den statliga nyhetsbyrån i SFR Jugoslavien och sedermera Serbien.
Pijade innehade höga politiska poster under och efter andra världskriget och var medlem av centralkommittén och politbyrån inom kommunistpartiet i Jugoslavien. Han var en av ledarna för Titos partisaner och blev därefter proklamerad som Folkets hjälte i Jugoslavien. Han var en av sex vice ordförandena i presidiet i jugoslaviska parlamentet (vice statschef) 1945-1953.
År 1948 övertygade han Tito om att låta de judar som fanns kvar i Jugoslavien att emigrera till Israel. Tito accepterade detta som ett engångsundantag. Som ett resultat tilläts 3000 judar emigrera från Jugoslavien till Israel på SS Kefalos i december 1948. Bland dem var Tommy Lapid som blev vice premiärminister Israel och är far till Yair Lapid.
Efter att ha lett parlamentets lagkommission var Pijade vice ordförande (1953-1954) och ordförande för Jugoslaviska parlamentet (1954-1955). År 1957 dog han i Paris under hemresa från ett besök i London där han hade överläggningar som ledare för en jugoslavisk parlamentsdelegation.